# N'Djébonouan
 N'Djébonouan è una città, sottoprefettura e comune della Costa d'Avorio, situata nel dipartimento di Bouaké. Conta una popolazione di 30 821 abitanti (censimento 2014).